# Municipio de San Bartolomé Milpas Altas
Municipio de San Bartolomé Milpas Altas är en kommun i Guatemala.   Den ligger i departementet Departamento de Sacatepéquez, i den södra delen av landet, 19 km väster om huvudstaden Guatemala City.